# لاميون سيشواني
لاميون سيشواني (الاسم العلمي:Lamium szechuanense) هو نوع من النباتات يتبع جنس اللاميون من الفصيلة الشفوية. سمي هذا النوع نسبة إلى منطقة سيشوان في الصين.	